# 比田井小琴
比田井 小琴（ひだい しょうきん、1885年（明治18年）6月3日 - 1948年（昭和23年）5月3日）は、日本の書家。比田井天来の妻。小琴は号で本名、元子。旧姓、田中。
大正から昭和初期にかけて、かな書道の最高指導者として活躍した。息子に、現代書道家の比田井南谷がいる。

## 略歴
1885年、東京市日本橋区（現在の東京都中央区日本橋）に生まれる。1900年、15歳で書道を志してかなを学び、翌年に天来と結婚した後は法帖の臨書に努めた。1910年頃から鎌倉高等女学校（現在の鎌倉女学院中学校・高等学校）の習字科教授となり、1923年まで在職した。1933年には文部省の嘱託により教科書「高等小學書方手本女子用」を執筆した。
また、天来が創立した書学院（現在の天来書院）においても教授部の運営などを担当し、太平洋戦争終結後、同院が一時期活動停止になった際には再興に尽力した。
1948年、62歳で没した。
天来と結婚前に阪正臣の内弟子であった時期がある。